# Hypsicera amica
Hypsicera amica är en stekelart som först beskrevs av André Seyrig 1934.  Hypsicera amica ingår i släktet Hypsicera och familjen brokparasitsteklar. Inga underarter finns listade i Catalogue of Life.